# Kristin Lucas
Kristin Lucas est une artiste américaine multimédia qui travaille avec la vidéo, la performance, l'installation et internet.

## Biographie
Son travail explore les impacts de la technologie sur l'humanité, brouillant ainsi la frontière entre le technologique et le corporel. Dans son travail, elle se met souvent en scène elle-même en tant que protagoniste dans des vidéos et des performances où ses interactions avec la technologie conduisent à l'isolement, et la contamination physique et mentale.
Les thèmes principaux de Lucas dans son travail, sont la limite brouillée entre l'humanité et la technologie ainsi que la relation entre technologie et maladie. Son personnage présente souvent un corps malade devant être diagnostiqué à l'aide de la technologie. Dans Whatever Your Mind Can Conceive (2007), son personnage voit apparaitre des plaies numériques sur sa peau,. Elle explore ce thème dans son travail de 2007 Change of Name, où elle change légalement de nom pour le même nom. Quand elle se présente devant le juge lors de l'audience, elle utilise poétiquement des mots comme «actualiser», «vider le cache de mon navigateur» et «redémarrage». Ce travail est appelé «intervention ontologique» négociant la frontière entre le corps et la machine. Elle travaille à nouveau sur le thème des échanges d'identité quand elle contribue avec Andrew Kortina (en) au projet Seven on Seven de Rhizome au New Museum, où les artistes proposent d'utiliser Twitter comme une interface pour l'échange d' identités.
Le travail de Lucas est commandité par la Dia Art Foundation, et est représenté dans la collection du Musée d'Art Moderne,. Ses vidéos sont distribuées par Electronic Arts Intermix (en) et son travail est représenté par Postmasters,. Lucas est une résidente Eyebeam (en) en 2013,.